# Maradevanahalli, Maddur
Maradevanahalli là một làng thuộc tehsil Maddur, huyện Mandya, bang Karnataka, Ấn Độ.